# 七擒七縱七色狼 (2007年電影)
《七擒七縱七色狼》，2007年香港電影，由鍾澍佳導演，王晶出品。這部電影借以前同名經典粵語影片《七擒七縱七色狼》作為賣點，風格與王晶的《精裝追女仔》相似。 

## 演員表
| 演員   | 角色             | 備註                         |
| 曾志偉 | 譚冠希 Teddy     |                              |
| 林家棟 | 段貝山           |                              |
| 王祖藍 | 肥 龍 Bruce      |                              |
| 張兆輝 | Tony哥           |                              |
| 錢嘉樂 | 杜理文           |                              |
| 林子善 | 色魔強           |                              |
| 陳百祥 | Rocky            |                              |
| 孟 瑤  | 寶 珠            |                              |
| 谷祖琳 | 小雲 Wendy       |                              |
| 余安安 | Jade（寶珠之母） |                              |
| 李楓   | 甜甜姐           |                              |
| 王天林 | 肥佬林           |                              |
| 林雪   | 朱製片           |                              |
| 曾華倩 | Lisa姐           |                              |
| 關寶慧 | 真姐             |                              |
| 童愛玲 | Seven            |                              |
| 趙 彤  | 十三妹           |                              |
| 梁敏儀 | 楊楊             |                              |
| 陳文靜 | Talkie           |                              |
| 王子涵 | Eleven           | 王子涵是出品人王晶的次女兒。 |
| 貝安琪 | 空姐Susie        |                              |
| 史妍   | 空姐Maggie       |                              |
| 馮頌晴 | 空姐Lily         |                              |

## 歌曲
| 名稱           | 作曲   | 作詞   | 編曲 | 演唱                                                                                           | 備註   |
| 一場好戲唔易撈 | 龐秋華 | 王祖藍 | T2   | 曾志偉，孟瑤，谷祖琳，陳百祥，林家棟，錢嘉樂，張兆輝，王祖藍，林子善，王子涵，梁敏儀，陳文靜。 | 主題曲 |
| 無情情要作戰   | 軼名   | 王祖藍 | T2   | 曾志偉，孟瑤，谷祖琳，林家棟，錢嘉樂，張兆輝，王祖藍，林子善。                                 | 插曲   |

## 歌詞

### 《一場好戲唔易撈》主題曲
家棟：嘴來嘴去人就會著火，

孟瑤：等你嘴完夠鐘又唱歌，

家棟：快啲陪住我，唱歌陪住我，幾位阿哥，落嚟共唱歌，

祖藍/嘉樂/兆輝/子善：戲做哂，結局唱歌係人亦會High，搵個靚女唱歌要勁快，

嘉樂：穿睡房，就好快落床，

子善：打我打完實行驗下傷，

祖藍/兆輝/梁敏儀/童愛玲/王子涵：戲做哂，個景鬼咁大，戲內戲外我哋亦咁High，

嘉樂：靚女一齊唱歌都冇壞，好靚嘅姑娘係人亦會Buy，

陳文靜：你班衰嘢，做得幾好嘢，演戲之餘學埋救淑女，

祖藍/兆輝/梁敏儀/童愛玲/王子涵：要嚟共我成雙成對，咪嫌做戲又傻又老土，美人盡抱列牌終老，一場好戲唔係咁易撈！

百祥：演場好戲寧舍爽，演隻色狼靚女遂隻劏，戲好人就看，扮變型噹噹，奸都變忠，實難盡講，

志偉：戲做哂，惡亦變忠壞人亦變乖，我哋嘅飛你估咁易買咩！

祖琳；好就Buy，絕橋要度埋，鬼咁多人圍埋就最High，

祖藍/嘉樂/兆輝：戲做哂，個景鬼咁大，戲內戲外我哋亦咁High，靚女一齊唱歌都冇壞，好靚嘅姑娘係人亦會Buy，

家棟：戲演好哂，望觀眾睇埋，歡暢心懷悶愁盡解，

群：笑容大哂唔駛奇怪，咪嫌做戲又傻又老土，美人盡抱列牌終老，一場好戲唔係咁易撈！

### 《無情情要作戰》插曲
家棟：無情情要作戰，早餐都要訓練，隨時唱歌先夠體面，

兆輝：首先諗下歌詞，順手抱下baby，用隻冧歌我哋聯誼，

志偉：亂噏亂唱無譜，算啲乜嘢態度，我最恨搏矇無步，

子善：唏唷，唏唷，嘩啦啦，Jaja jambo jaja，Oh no shubiduwa，

祖琳：日日定要多多錢，冇錢點會掂，無謂罰錢你犯賤，

祖藍：無謂認輸，要搵下出路，講乜都好，能唱歌不離譜，

兆輝：隨時要跟返Beat，否則必會蝕，唔係罰錢我就傑，

嘉樂：無謂認輸，要搵下出路，點都好，喫個包先好唔好，

家棟：食嚿蛋糕都唱住嚟食，我個人越唱嘢能越有力，

嘉樂：你呢挺叫做自食其力，你攣，我都幫你拗返直，

祖藍：隨時要諗支曲，你呢招太毒，難敵罰款嘅結局，

家棟：橫掂亦輸，咪駛咁灰住，我哋積極就問下寶珠，

兆輝：月亮代表我的心，

嘉樂：青青河邊草，

子善：我的心裡沒有她，

兆輝：如若認輸會好冇Face，

孟瑤：做得好贏返不少面子，

家棟/祖藍/嘉樂/兆輝/子善：想問下師傅唱歌點至掂，你練曲最掂，

志偉：我想唱就唱，隨便通電，
唱通宵我未會收線，

你搵邊位講清楚我聽喇，

軼名：係咪九龍殯儀館呀！

志偉：我頂你個肺呀！

家棟/祖藍/嘉樂/兆輝/子善：頂你個肺四個字，你講咗四個字，

志偉：唔係我講，真呀唔係，真係唔係唔係係係係，

家棟/祖藍/嘉樂/兆輝/子善：我話你係你就係，係係係係係係係⋯係！

## 七色狼組合
曾志偉
陳百祥
林家棟
錢嘉樂
張兆輝
王祖藍
林子善

## 外部連結
- MSN娛樂上《七擒七縱七色狼》的資料（繁體中文）

- 開眼電影網上《七擒七縱七色狼》的資料（繁體中文）
- 豆瓣电影上《七擒七縱七色狼》的資料 （简体中文）
- 时光网上《七擒七縱七色狼》的資料（简体中文）
- 爛番茄上《七擒七縱七色狼》的資料（英文）
- 香港影庫上《七擒七縱七色狼》的資料（繁體中文）
- 互联网电影数据库（IMDb）上《七擒七縱七色狼》的资料（英文）
- 優酷網《七擒七縱七色狼》線上播放（页面存档备份，存于）